# جيف كوكي
جيف كوكي (بالإنجليزية: Geoff Cooke) هو دراج بريطاني، ولد في 26 يوليو 1944 في مانشستر في المملكة المتحدة.

## وصلات خارجية
- جيف كوكي على موقع أرشيف الدراجات (الإنجليزية)
- جيف كوكي على موقع إحصائيات الدراجات الإحترافية (الإنجليزية)
- جيف كوكي على موقع أوليمبيديا (الإنجليزية)
- جيف كوكي على موقع اللجنة الأولمبية البريطانية (الإنجليزية)